# گمینا زاموشتش
گمینا زاموشتش (به لهستانی:  Gmina Zamość) یک گمینا در لهستان است که در شهرستان زاموشتش واقع شده‌است. گمینا زاموشتش ۱۹۷ کیلومتر مربع مساحت و ۲۲٬۳۰۵ نفر جمعیت دارد.